# Mario González (Spaans voetballer)
Mario González Gutiérrez (Villarcayo, 25 februari 1996) is een Spaans voetballer die speelt als aanvaller. Hij komt sinds de zomer van 2021 uit voor SC Braga, een Portugese subtopper.

## Carrière
González begon zijn carrière bij Villarreal CF. Na zowel de C-ploeg als de B-ploeg te hebben doorlopen, maakte hij in 2014 zijn debuut voor de eerste ploeg. Hij kwam echter niet verder dan 4 wedstrijden.
In 2019 volgde een uitleenbeurt naar het Franse Clermont Foot. Het seizoen nadien werd González uitgeleend aan CD Tondela. Hier speelde hij een sterk seizoen waarbij hij 15 goals maakte.
SC Braga contracteerde González in de zomer van 2021. Hier kon hij echter maar moeilijk een basisplaats afdwingen, waardoor een uitlening volgde naar CD Tenerife. In de zomer van 2022 volgde wederom een uitleenbeurt. Ditmaal naar het Belgische OH Leuven, dat ook een aankoopoptie bedwong. Deze optie werd echter niet gelicht. 